# Guillermo Toledo
Guillermo Toledo Monsalve, conegut com a Willy Toledo (Madrid, 22 de maig del 1970) és un actor i productor de teatre espanyol, membre del grup Animalario.
És fill del prestigiós doctor José Toledo, un dels pioners de la cirurgia toràcica a l'estat espanyol. Toledo va aconseguir una gran popularitat interpretant Richard a la sèrie de televisió 7 vidas entre el 1999 i el 2002, i aquell any, el 2002, amb el seu paper a la comèdia musical El otro lado de la cama. També ha intervingut al programa televisiu de monòlegs humorístics en directe d'El club de la comèdia.
Com a membre d'Animalario fou un dels presentadors de la XVII gala dels Premis Goya el 2003 juntament amb Alberto San Juan. En aquesta gala es criticà l'entrada de l'estat espanyol a la guerra de l'Iraq. També és el protagonista de la sèrie Cuestión de sexo, en la qual interpreta en Diego, un pare de família amb molta mala sort. Va ser el rostre de la campanya publicitària espanyola de Nadal el 2007 del videojoc World of Warcraft. Verne Troyer i William Shatner ho foren als Estats Units i Jean-Claude Van Damme a França.

## Biografia
És fill del doctor José Toledo González, un dels pioners de la cirurgia toràcica a Espanya, i de la seva esposa Teresa Monsalve Aulestiarte. Té tres germans grans, Marta, José i Íñigo.
El seu matiner interès per la interpretació el va portar a traslladar-se als Estats Units el 1987, on va passar una temporada estudiant en un institut de teatre. Anys més tard, ja de tornada a Madrid, es va inscriure a l'escola de Cristina Rota; allà va coincidir amb altres dos futurs actors, Ernesto Alterio i Alberto San Juan, amb els quals poc després va fundar la companyia de teatre Animalario. Algunes de les seves obres teatrals més conegudes són Alejandro i Ana i Hamelin.
Willy va aconseguir gran popularitat a Espanya interpretant a Richard en la sèrie televisiva 7 vidas entre 1999 i 2002, i la va incrementar aquest últim any amb el seu paper en la comèdia musical El otro lado de la cama. També ha intervingut al programa televisiu de monòlegs humorístics en viu El club de la comèdia. Va ser protagonista, entre 2007 i 2009, de la sèrie Cuestión de sexo, en la qual va interpretar a Diego, un pare de família al que només li passen desgràcies.
També va ser el rostre de la campanya publicitària nadalenca de 2007 del videojoc World of Warcraft a Espanya, al costat de Mr. T, Verne Troyer i William Shatner als Estats Units i Jean-Claude Van Damme a França. En teatre ha intervingut, entre d'altres muntatges, en El montaplatos (2012), de Harold Pinter, al costat d'Alberto San Juan. A més, ha col·laborat al costat de Melani Olivares, antiga parella sentimental, en el videoclip El hippie de Ibiza, del grup musical El Tío Calambres.
El 2016 va protagonitzar la sèrie argentina Psiconautas, emesa per la cadena TBS per tota Amèrica Llatina, en el paper de Roberto, un espanyol amb problemes econòmics que emigra a Argentina i decideix fer-se passar per un psicòleg.
L'any 2016 va denunciar que era víctima d'un veto laboral, que li impedia treballar a Espanya a causa de la seva idees polítiques.
L'any 2020 es va fer públic que marxava de Madrid per residir a Badalona.

## Activisme polític
La defensa de les seves idees polítiques d'esquerra li ha fet estar embolicat en diverses polèmiques en els mitjans de comunicació espanyols, sent eliminat en alguna ocasió el seu perfil de Facebook. Toledo és un ferm defensor de la revolució cubana, així com d'altres moviments d'esquerres a Amèrica, i els ha defensat públicament, generant polèmiques sobre el sistema polític espanyol i comparant-ho amb aquests.
El 5 de juliol de 2017, Toledo va escriure en el seu perfil de Facebook: «Jo em cago en Déu. I em sobra merda per cagar-me en el dogma de la santedat i virginitat de la Mare de Déu». El 2018, l'actor va ser cridat a declarar en un jutjat d'instrucció a causa de la denúncia de l'Associació Espanyola d'Advocats Cristians perquè, suposadament, havia injuriat els sentiments religiosos i qüestionava les deïtats. Toledo es va negar a presentar-se al jutjat apel·lant a la llibertat d'expressió. Per aquest motiu, el jutge dictà una ordre de detenció que es feu efectiva el 12 de setembre. Finalment el 29 de febrer de 2020 va ser absolt.

## Filmografia
| Any  | Pel·lícula                                                              | Director                       |
| ---- | ----------------------------------------------------------------------- | ------------------------------ |
| 1995 | La ley de la frontera                                                   | Adolfo Aristarain              |
| 1995 | Morirás en Chafarinas                                                   | Pedro Olea                     |
| 1998 | Mensaka                                                                 | Salvador García Ruiz           |
| 1998 | La vuelta del Coyote                                                    | Mario Camus                    |
| 1998 | IInsomnio                                                               | Chus Gutiérrez                 |
| 1999 | Zapping                                                                 | Juan Manuel Chumilla Carbajosa |
| 1999 | Manolito Gafotas                                                        | Miguel Albaladejo              |
| 1999 | La lengua de las mariposas                                              | José Luis Cuerda               |
| 1999 | La mujer más fea del mundo                                              | Miguel Bardem                  |
| 1999 | Se buscan fulmontis                                                     | Álex Calvo-Sotelo              |
| 2000 | La espalda de Dios                                                      | Pablo Llorca                   |
| 2000 | El otro barrio                                                          | Salvador García Ruiz           |
| 2001 | Intacto                                                                 | Juan Carlos Fresnadillo        |
| 2001 | Juana la Loca                                                           | Vicente Aranda                 |
| 2001 | Amor, curiosidad, prozak y dudas                                        | Miguel Santesmases             |
| 2001 | El vell que llegia novel·les d'amor (The Old Man Who Read Love Stories) | Rolf de Heer                   |
| 2002 | El otro lado de la cama                                                 | Emilio Martínez Lázaro         |
| 2003 | El misterio Galíndez                                                    | Gerardo Herrero                |
| 2003 | Al sur de Granada                                                       | Fernando Colomo                |
| 2003 | Días de fútbol                                                          | David Serrano                  |
| 2004 | Crimen ferpecto                                                         | Álex de la Iglesia             |
| 2004 | Seres queridos                                                          | Teresa Pelegrí                 |
| 2004 | El asombroso mundo de Borjamari y Pocholo                               | Enrique López Lavigne          |
| 2004 | Las voces de la noche                                                   | Salvador García Ruiz           |
| 2006 | Los 2 lados de la cama                                                  | Emilio Martínez Lázaro         |
| 2007 | Santos                                                                  | Nicolás López                  |
| 2007 | Salir pitando                                                           | Álvaro Fernández Armero        |
| 2008 | La buena nueva                                                          | Helena Taberna                 |
| 2009 | After                                                                   | Alberto Rodríguez Librero      |
| 2010 | Desechos                                                                | David Marqués                  |
| 2012 | Los amantes pasajeros                                                   | Pedro Almodóvar                |
| 2016 | La reina de España                                                      | Fernando Trueba                |
| 2024 | La última noche en Tremor                                               |                                |